# Louis Newashish
Louis Newashish (ou N’rowi Newashish), mort en 1924 à Manawan au Canada, était le chef des atikamekw de Manawan entre 1894 et 1924. Il est le successeur de Kitciko Kawasiketc, le premier chef des atikamekw de Manawan. Il a mené une campagne qui dura 5 ans contre le gouvernement du Canada afin de créer une réserve pour les Atikamekw dans la région de Metapeckeka (vrai nom de Manawan). La création de Manawan consolida le mode vie nomade à sédentaire de la nation, bien que la demande du Chef Newashish ne visait pas la sédentarisation des Atikamekw, mais plutôt la possibilité de recevoir des services gouvernementaux.